# Еммі Абрахамсон
Еммі Абрахамсон (швед. Emmy Abrahamson; нар.. 1976) — шведська письменниця, авторка дитячої літератури, режисерка і актриса.

## Життєпис
Еммі Абрахамсон народилася 1976 року у Швеції, виросла в Москві, навчалася в Лондоні. В Амстердамі працювала актрисою, у Відні — режисеркою і художнім керівником. 2009 року повернулася у Швеції та заснувала міжнародний театр в Мальме.
Її літературний дебют відбувся 2011 року з книгою «Мій тато добрий, а моя мама іноземка». В наступному році вона написала книгу «Єдиний шлях — вгору», яка була номінована на Серпневу премію в категорії дитячої літератури. Обидві книги вийшли у видавництві Rabén &amp; Sjögren.